# Ouratea squamata
Ouratea squamata är en tvåhjärtbladig växtart som beskrevs av C. Sastre. Ouratea squamata ingår i släktet Ouratea och familjen Ochnaceae. Inga underarter finns listade i Catalogue of Life.